# Abraham Salomon Camondo

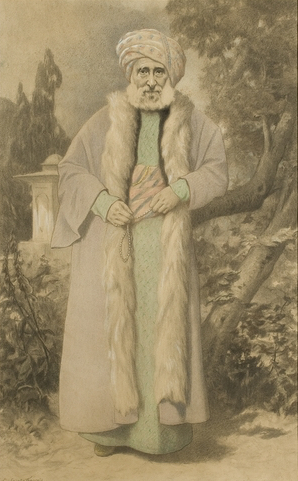
Abraham Salomon de Camondo, um 1868, Museum Nissim de Camondo, Paris

Abraham Salomon Camondo (1781 in Konstantinopel – 30. März 1873 in Paris) war ein jüdischer osmanisch-italienischer Finanzier, Philanthrop und der Patriarch der Familie Camondo.

## Leben
Camondo wurde in Konstantinopel, der Hauptstadt des Osmanischen Reiches geboren. Im Jahr 1832 erbte er von seinem Bruder Isaac (der ein Jahr zuvor in Wien kinderlos gestorben war) die von diesem gegründete Bank „Isaac Camondo et Cie“ und dessen Vermögen, das er im Laufe seines Lebens stark ausbauen konnte. Camondo lebte mit seiner Frau Clara Lévy, die er 1804 geheiratet hatte, und dem gemeinsamen Sohn Raphael (1810, Konstantinopel –1866, ebenda) im Stadtteil Galata.

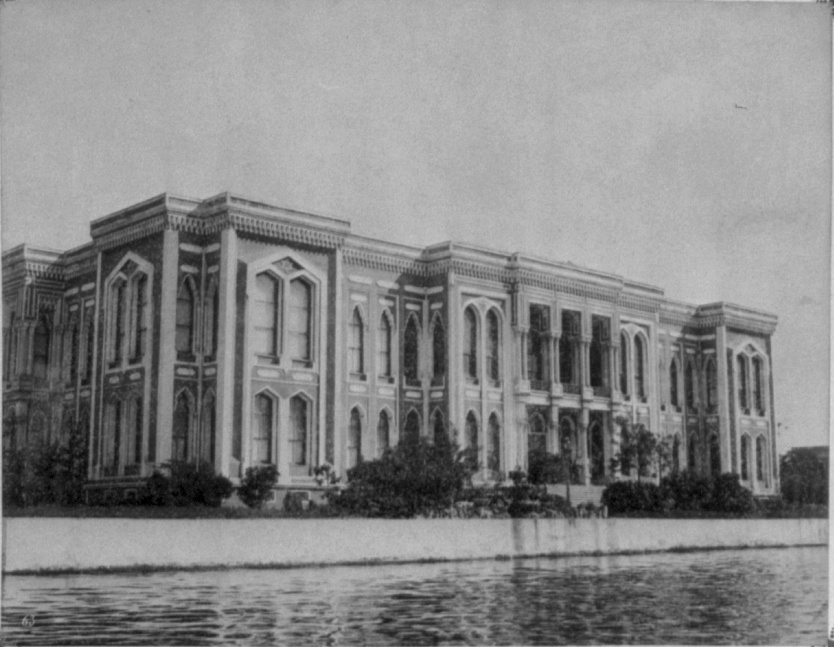
Das Herrenhaus der Familie Camondo am Goldenen Horn, das sich im Kasımpaşa-Viertel westlich von Galata (dem heutigen Karaköy) befindet, war im Volksmund als Camondo-Palast (Kamondo Sarayı) bekannt. Später wurde er zum Hauptsitz des Marineministeriums (Bahriye Nezareti) während der späten osmanischen Zeit und wird derzeit von der türkischen Marine als Hauptsitz des Kommandos für das nördliche Seegebiet (Kuzey Deniz Saha Komutanlığı) genutzt

Während Venedig unter österreichischer Herrschaft stand, erhielt er als österreichischer Untertan den Titel eines Ritters des Franz-Joseph-Ordens; 1854 reiste er als Vertreter der österreichischen Gemeinde von Konstantinopel mit seiner Familie nach Wien, um an der Hochzeit von Kaiser Franz Joseph I. teilzunehmen. Aufgrund seiner Vorfahren, die sich im Veneto niedergelassen hatten, hatte er eine kulturelle Affinität zu Italien, und am 18. November 1865 erhielten er und alle Mitglieder seiner Familie die italienische Staatsbürgerschaft. Nachdem Venedig 1866 zu Italien gekommen war, machte Camondo einer Reihe von italienischen philanthropischen Einrichtungen große Schenkungen, wofür ihm König Viktor Emanuel II. 1867 den erblichen Grafentitel verlieh, der an den jeweils ältesten Sohn der Familie weitergegeben werden konnte. 1869 zog er mit seiner Familie nach Paris um, wo er vier Jahre später starb.
Abraham Salomon Camondo übte so erheblichen Einfluss auf die Sultane Abdülmecid I. (regierte 1839–1861) und Abdülaziz (regierte 1861–1876) sowie auf die osmanischen Großwesire und Minister aus, dass sein Name sprichwörtlich wurde. Vor der Gründung der Ottomanischen Bank (1856) war er Bankier der osmanischen Regierung gewesen. Er erwirkte von der Hohen Pforte einen Ferman, der das Privileg des Immobilienbesitzes im Reich, das bis dahin den Untertanen des Osmanischen Reiches vorbehalten war, auf Ausländer ausdehnte. Camondo profitierte von diesem Dekret und errichtete in Pera (Stadtteil von Konstantinopel) eine so große Anzahl von Häusern, dass die Familie Anfang des 20. Jahrhunderts zu den reichsten Grundbesitzern der osmanischen Hauptstadt gehört.
Camondo setzte sich besonders für seine östlichen Glaubensbrüder ein. Er richtete in Konstantinopel ein zentrales Konsistorium für die Juden des Reiches ein, dessen Präsident er fast ununterbrochen war; er führte Reformen in der kommunalen Verwaltung ein und gründete 1858 in Peri Pascha, dem ärmsten und am dichtesten besiedelten Vorort der Hauptstadt, eine Bildungseinrichtung, die Institution Camondo. Bald kamen Läden für Schneiderei und Schusterei hinzu. Wegen dieser Schule wurde ihr Gründer von einigen fanatischen Rabbis exkommuniziert; dennoch blühte sie 32 Jahre lang und bildete die meisten jüdischen Beamten aus, die damals im Dienst der osmanischen Regierung standen.
Nachdem er im Alter von 92 Jahren in Paris gestorben war, wurde der Comte de Camondo (wie er in Frankreich genannt wurde) auf seinen Wunsch hin in seiner Familiengruft auf dem jüdischen Friedhof in Hasköy, Konstantinopel, beigesetzt.
Sein Erbe wurde auf 125 Millionen Französische Franc geschätzt, das – da sein Sohn Raphael Salomon de Camondo bereits 1866 gestorben war – auf seine beiden Enkel, die Brüder Abraham Behor de Camondo (1829 Istanbul – 1889 Paris) und Nissim de Camondo (1830 Istanbul – 1889 Paris) überging.